# Laura Bürgi
Laura Bürgi (* 5. Mai 1991) ist eine ehemalige Schweizer Unihockeyspielerin.

## Karriere

### Verein
Bürgi begann ihre Karriere bei Piranha Chur. 2008 debütierte sie in der ersten Mannschaft des Piranha Chur in der Nationalliga A. Für piranha chur absolvierte sie über 100 Pflichtspiele und erzielte dabei sechs Tore und sieben Assists. Mit Piranha gewann sie 2010 den Schweizermeister-Titel.
2012 wechselte sie zu Zug United in die Nationalliga-A-Mannschaft. Sie konnte sich schnell in die Mannschaft etablieren und entwickelte sich rasch zur Stammspielerin. Bei Zug konnte sie ihre Torausbeute weiter ausbauen und gewann 2014 den Schweizer Cup.
2015 erfolgte der Wechsel zum Ligakonkurrenten UHC Dietlikon, welcher zahlreiche Abgänge in der Verteidigung kompensieren musste. Im Starensemble der Zürcherinnen fiel es ihr anfangs schwer, sich durchzusetzen. Später entwickelte sie sich zur defensiv variabel einsetzbaren Spielerin. Mit Dietlikon gewann sie 2016 und 2017 den Schweizer Cup.
Am 14. Mai gab der UHC Kloten-Dietlikon Jets bekannt, dass Bürgi ihren Vertrag verlängert hat. Im Frühjahr 2019 beendete Bürgi ihre Karriere.

### Nationalmannschaft
2012 debütierte Bürgi für die Schweizer Nationalmannschaft. Sie nahm bisher an einer Weltmeisterschaft teil. Mit der Schweiz konnte sie 2013 in Bratislava die Bronze-Medaille gewinnen.

## Erfolge
- Schweizer Meister: 2017